# Leucobrephos nivea
Leucobrephos nivea là một loài bướm đêm trong họ Geometridae.